# Egídio, o eremita
Santo Egídio ou São Gil (ambos oriundos do nome grego Αἰγίδιος) foi um santo católico eremita do século VI originário da Grécia que se tornou popular na região da Provença e na Escócia. A abadia onde viveu Santo Egídio, na comuna francesa de Saint-Gilles, é local de peregrinação e parada oficial dos Caminhos de Santiago.

## Vida
Pouco se sabe sobre a infânica e juventude de Santo Egídio, porém sabe-se que ele era filho de nobres atenenses. Após a morte de seus pais, Egídio passou a ser eremita e habitou na região do rio Ródano e do rio Gard.
De acordo com a Legenda Áurea, Egídio se mudou para uma floresta na região de Nimes para viver como eremita e se dedicar ao estudo de Deus e durante essa época seu único companheiro foi um cervo. Porém, seu refúgio foi decoberto por capangas do rei que o haviam perseguido secretamente. Uma flecha atingiu em cheio sua mão enquanto tentava proteger uma corça dos caçadores do rei visigodo Vamba. Como forma de reconciliação o rei disponibilizou médicos para cuidarem dos ferimentos da mão de Egídio e também construiu um enorme monastério para Egídio que mais tarde se tornou monastério beneditino.
Egídio veio a falecer em 720 d.c em seu monastério e sua sepultura se tornou local de peregrinação e parte dos Caminhos de Santiago que levam até a Espanha. Santo Egídio também foi consagrado um dos Catorze santos auxiliares da Igreja Católica.